# Marie Amálie Saská
Marie Amálie Saská (Maria Amalia Christina Franziska Xaveria Flora Walburga; 24. listopad 1724, Drážďany – 27. září 1760, Madrid) byla saská a polská princezna a španělská, neapolská a sicilská královna, manželka Karla III. Byla jedním z mnoha dětí Augusta III. Polského a Marie Josefy Habsburské. Měla 14 sourozenců, z nichž nejvýznamnější byli Fridrich Kristián Saský, Marie Anna a Marie Josefa, matka krále Ludvíka XVI.

## Zásnuby a svatba s Karlem III.
V roce 1737 se Marie Amálie podle rozhodnutí svých rodičů a v zastoupení zasnoubila s neapolským a sicilským králem, budoucím španělským králem Karlem III. Datum svatby bylo potvrzeno 31. října 1737 a o rok později, v roce 1738, se čtrnáctiletá Marie Amálie provdala za Karla. Sňatek se konal v květnu 1738 v Drážďanech v zastoupení, jejího ženicha zastupoval její bratr Fridrich Kristián Saský. Přestože manželství bylo politicky dohodnuto, navázali manželé blízký vztah.
Dvojice se poprvé setkala až 19. června 1738. Svatební oslavy trvaly až do 3. července.
K témuž dni Karel III. oznámil vytvoření španělského královského řádu svatého Januaria (Insigne e reale ordine di San Gennaro), od té doby nejprestižnějšího rytířského vyznamenání v království. O několik let později, 19. září 1771, vytvořil ve Španělsku také svůj Řád Karla III.

## Vliv na rozvoj architektury
Marie Amálie byla velmi vzdělaná žena. Významnou roli hrála například při stavbě zámku Caserta, který se začal stavět v den manželových 26. narozenin, tedy 20. ledna 1752. Rovněž se podílela na výstavbách paláce Portici ( Reggia di Portici), divadla di San Carlo, které bylo postaveno jen za 270 dnů, a zámku Capodimonte v Neapoli. Její manžel také dal zrenovovat královský palác v Neapoli.

## Nástup na španělský trůn
Na konci roku 1758 se u Karlova bratra Ferdinanda VI. Španělského začaly projevovat stejné projevy deprese, jaké měl i jejich otec. Ferdinand v srpnu 1758 ztratil svou oddanou manželku Barboru Portugalskou a to mělo za následek zhoršení jeho psychického stavu. Proto 10. prosince 1758 jmenoval Karla za svého následníka (vlastní potomky neměl) a následně odešel z Madrid u do Villaviciosa de Odón, kde v roce 1759 zemřel.
Po jeho smrti byl manžel Marie Amálie prohlášen za španělského krále a vládl pod jménem Karel III. Respektoval však smlouvu s Vídní, podle níž, pokud se stal španělským králem, nesměl ke Španělsku připojit Neapolské a Sicilské království. Ještě v témže roce manželé opustili Neapol a odešli do Madridu. Dvě své děti nechali v Casertě. Třetí syn Ferdinand I. se stal panovníkem Království obojí Sicílie, kde vládl v letech 1816 až 1825 (jako Ferdinand IV. vládl Neapoli (1759–1806) a jako Ferdinand III. Sicílii (1759–1816)). Druhý nejstarší syn Marie Amálie Karel se stal následníkem španělského trůnu. Její nejstarší syn infant Filip byl mentálně zaostalý, a proto byl vyloučen z následnictví.
Ve Španělsku se manžel Marie Amálie snažil o zlepšení stavu ekonomiky a o zvýraznění země jako takové. Marie Amálie se i zde pustila do rekonstrukce královských rezidencí. Spolu se svým manželem pomohla založit podnik na výrobu luxusního porcelánu, který se jmenoval Real Fabrice del Buen Retiro. Vyhradili privilegované továrně královský zámek Buen Retiro u Madridu.

## Smrt
V září 1760, pouze jeden rok po příjezdu do Španělska, zemřela Marie Amálie na tuberkulózu v zámku Buen Retiro. Pohřbena je v královské hrobce El Escorial. V roce 1788 vedle ní pohřbili i jejího manžela.

## Potomci
- 1. Marie Isabela (6. 9. 1740 Portici – 2. 11. 1742 Neapol)
- 2. Marie Josefa (20. 1. 1742 Portici – 1. 4. 1742 Neapol)
- 3. Marie Isabela Anna (30. 4. 1743 Neapol – 5. 3. 1749 tamtéž)
- 4. Marie Josefa Carmela (6. 7. 1744 Gaeta – 8. 12. 1801 Madrid), svobodná a bezdětná
- 5. Marie Ludovika Španělská (24. 11. 1745 Portici – 15. 5. 1792 Vídeň)
  - ⚭ 1765 Leopold II. (5. 5. 1747 Vídeň – 1. 3. 1792 tamtéž), císař římský, král český, král uherský, markrabě moravský, velkovévoda toskánský od roku 1790 až do své smrti
- 6. Filip Antonín Španělský (13. 7. 1747 Portici – 19. 9. 1777 tamtéž), vévoda z Kalábrie, vyloučen z následnictví z důvodu mentálního postižení, svobodný a bezdětný
- 7. Karel IV. (11. listopadu 1748 Portici – 20. ledna 1819 Řím), španělský král v letech 1788–1808
  - ⚭ 1765 Marie Luisa Parmská (9. 12. 1751 Parma – 2. 1. 1819 Řím)
- 8. Marie Tereza (2. 12. 1749 Neapol – 2. 5. 1750 Portici)
- 9. Ferdinand I. Neapolsko-Sicilský (12. 1. 1751 Neapol – 4. 1. 1825 tamtéž), první král obojí Sicílie od roku 1816 až do své smrti
  - ⚭ 1768 Marie Karolína Habsbursko-Lotrinská (13. 8. 1752 Vídeň – 8. 9. 1814 tamtéž)
- 10. Gabriel Antonín Španělský (12. 5. 1752 Portici – 23. 11. 1788)
  - ⚭ 1785 Marie Anna Viktorie Portugalská (15. 12. 1768 Queluz – 2. 11. 1788)
- 11. Marie Anna (3. 7. 1754 Portici – 11. 5. 1755 Neapol)
- 12. Antonín Paskal (31. 12. 1755 Caserta – 20. 4. 1817 El Escorial)
  - ⚭ 1795 Marie Amálie Španělská (9. 1. 1779 Madrid – 22. 7. 1798 tamtéž)
- 13. František Xaver (15. 2. 1757 Caserta – 10. 4. 1771 Aranjuez)

## Tituly a oslovení
- 1724–1738: Její Královská Výsost princezna Marie Amálie Saská, princezna polská a litevská
- 1738–1759: Její Veličenstvo královna Marie Amálie, královna neapolská a sicilská, infantka španělská, princezna saská, polská a litevská
- 1759–1760: Její Veličenstvo královna Marie Amálie, královna španělská, princezna neapolská a sicilská, princezna saská, polská a litevská

## Vývod z předků
|                    |                                         |  |                           |                                          |  |  |  |  |  |  |  | Jan Jiří II. Saský |
|                    |                                         |  |                           |                                          |  |  |  |  |  |  |  |                    |
|                    | Jan Jiří III. Saský                     |  |                           |                                          |  |  |  |  |  |  |  |                    |
|                    |                                         |  |                           |                                          |  |  |  |  |  |  |  |                    |
|                    |                                         |  |                           | Magdaléna Sibyla Braniborsko-Bayreuthská |  |  |  |  |  |  |  |                    |
|                    |                                         |  |                           |                                          |  |  |  |  |  |  |  |                    |
|                    | August II. Silný                        |  |                           |                                          |  |  |  |  |  |  |  |                    |
|                    |                                         |  |                           |                                          |  |  |  |  |  |  |  |                    |
|                    |                                         |  |                           | Frederik III. Dánský                     |  |  |  |  |  |  |  |                    |
|                    |                                         |  |                           |                                          |  |  |  |  |  |  |  |                    |
|                    | Anna Žofie Dánská                       |  |                           |                                          |  |  |  |  |  |  |  |                    |
|                    |                                         |  |                           |                                          |  |  |  |  |  |  |  |                    |
|                    |                                         |  |                           | Žofie Amálie Brunšvická                  |  |  |  |  |  |  |  |                    |
|                    |                                         |  |                           |                                          |  |  |  |  |  |  |  |                    |
|                    | August III. Polský                      |  |                           |                                          |  |  |  |  |  |  |  |                    |
|                    |                                         |  |                           |                                          |  |  |  |  |  |  |  |                    |
|                    |                                         |  |                           | Erdman August Braniborsko-Bayreuthský    |  |  |  |  |  |  |  |                    |
|                    |                                         |  |                           |                                          |  |  |  |  |  |  |  |                    |
|                    | Kristián Arnošt Braniborsko-Bayreuthský |  |                           |                                          |  |  |  |  |  |  |  |                    |
|                    |                                         |  |                           |                                          |  |  |  |  |  |  |  |                    |
|                    |                                         |  |                           | Sophie of Brandenburg-Ansbach            |  |  |  |  |  |  |  |                    |
|                    |                                         |  |                           |                                          |  |  |  |  |  |  |  |                    |
|                    | Kristýna Eberhardýna z Hohenzollernu    |  |                           |                                          |  |  |  |  |  |  |  |                    |
|                    |                                         |  |                           |                                          |  |  |  |  |  |  |  |                    |
|                    |                                         |  |                           | Eberhard III. Württemberský              |  |  |  |  |  |  |  |                    |
|                    |                                         |  |                           |                                          |  |  |  |  |  |  |  |                    |
|                    | Žofie Luisa Württembersko-Winnentalská  |  |                           |                                          |  |  |  |  |  |  |  |                    |
|                    |                                         |  |                           |                                          |  |  |  |  |  |  |  |                    |
|                    |                                         |  |                           | Anna Kateřina Dorotea Salmsko-Kyrburská  |  |  |  |  |  |  |  |                    |
|                    |                                         |  |                           |                                          |  |  |  |  |  |  |  |                    |
| Marie Amálie Saská |                                         |  |                           |                                          |  |  |  |  |  |  |  |                    |
|                    |                                         |  |                           |                                          |  |  |  |  |  |  |  |                    |
|                    |                                         |  | Ferdinand III. Habsburský |                                          |  |  |  |  |  |  |  |                    |
|                    |                                         |  |                           |                                          |  |  |  |  |  |  |  |                    |
|                    | Leopold I. Habsburský                   |  |                           |                                          |  |  |  |  |  |  |  |                    |
|                    |                                         |  |                           |                                          |  |  |  |  |  |  |  |                    |
|                    |                                         |  |                           | Marie Anna Španělská                     |  |  |  |  |  |  |  |                    |
|                    |                                         |  |                           |                                          |  |  |  |  |  |  |  |                    |
|                    | Josef I. Habsburský                     |  |                           |                                          |  |  |  |  |  |  |  |                    |
|                    |                                         |  |                           |                                          |  |  |  |  |  |  |  |                    |
|                    |                                         |  |                           | Filip Vilém Falcký                       |  |  |  |  |  |  |  |                    |
|                    |                                         |  |                           |                                          |  |  |  |  |  |  |  |                    |
|                    | Eleonora Magdalena Falcko-Neuburská     |  |                           |                                          |  |  |  |  |  |  |  |                    |
|                    |                                         |  |                           |                                          |  |  |  |  |  |  |  |                    |
|                    |                                         |  |                           | Alžběta Amálie Hesensko-Darmstadtská     |  |  |  |  |  |  |  |                    |
|                    |                                         |  |                           |                                          |  |  |  |  |  |  |  |                    |
|                    | Marie Josefa Habsburská                 |  |                           |                                          |  |  |  |  |  |  |  |                    |
|                    |                                         |  |                           |                                          |  |  |  |  |  |  |  |                    |
|                    |                                         |  |                           | Jiří Brunšvicko-Lüneburský               |  |  |  |  |  |  |  |                    |
|                    |                                         |  |                           |                                          |  |  |  |  |  |  |  |                    |
|                    | Jan Bedřich Brunšvicko-Lüneburský       |  |                           |                                          |  |  |  |  |  |  |  |                    |
|                    |                                         |  |                           |                                          |  |  |  |  |  |  |  |                    |
|                    |                                         |  |                           | Anna Eleonora Hesensko-Darmstadtská      |  |  |  |  |  |  |  |                    |
|                    |                                         |  |                           |                                          |  |  |  |  |  |  |  |                    |
|                    | Amálie Vilemína Brunšvicko-Lüneburská   |  |                           |                                          |  |  |  |  |  |  |  |                    |
|                    |                                         |  |                           |                                          |  |  |  |  |  |  |  |                    |
|                    |                                         |  |                           | Eduard Falcký                            |  |  |  |  |  |  |  |                    |
|                    |                                         |  |                           |                                          |  |  |  |  |  |  |  |                    |
|                    | Benedikta Jindřiška Falcko-Simmernská   |  |                           |                                          |  |  |  |  |  |  |  |                    |
|                    |                                         |  |                           |                                          |  |  |  |  |  |  |  |                    |
|                    |                                         |  |                           | Anna Gonzagová                           |  |  |  |  |  |  |  |                    |
|                    |                                         |  |                           |                                          |  |  |  |  |  |  |  |                    |